# سماء الدولة
سماء الدولة هو الحاكم البويهي لهمدان (1021-1023 أو 1024). كان ابن شمس الدولة.
وبعد وفاة والده، خلفه سماء الدولة الولاية. ولكن بعد فترة حكم قصيرة، تمكن الحاكم الكاكوي محمد بن رستم دوشمانزيار من الاستيلاء على همدان وإنهاء حكم سماء الدولة.